# Una (Kalifornia)
Una – obszar niemunicypalny w hrabstwie Kern, w Kalifornii (Stany Zjednoczone), na wysokości 107 m.